# Lumbricillus corallinae
Lumbricillus corallinae är en ringmaskart som beskrevs av Shurova 1977. Lumbricillus corallinae ingår i släktet Lumbricillus och familjen småringmaskar. Inga underarter finns listade i Catalogue of Life.